# Monitor (arquitectura)
En arquitectura, un monitor es una estructura elevada situada a lo largo de la cresta de un tejado a dos aguas, con su propio techo paralelo al techo principal. Los lados largos de los monitores suelen contener ventanas a la manera de un triforio o rejillas de ventilación. El techo de un monitor se parece al techo de una casa de azúcar tradicional (edificio para hervir el jarabe de arce típico de Canadá), pero el propósito del techo de la casa de azúcar es ventilar el vapor generado. Además, históricamente algunos vagones de pasajeros de ferrocarril tenían techos de tipo monitor.